# Ташмурун (Ишимбайский район)
Ташмурун— гора в Ишимбайском районе Республики Башкортостан. Находится в 2 км к югу от деревни Кабясово Ишимбайского района на левом берегу реки Урюк (башк."Үрек").
Абсолютная высота— 573,1 м. Склоны горы пологие. Гора сложена песчаниками, алевролитами и сланцами рифея.

## Ландшафты
Ландшафты представлены берёзовыми лесами.

## Этимология
Название «Ташморон» происходит от слов «таш» —"камень", «морон»— горный выступ, др. значение- нос.

## Һылтанмалар
- Карта Ишимбайского района